# 臨海学校

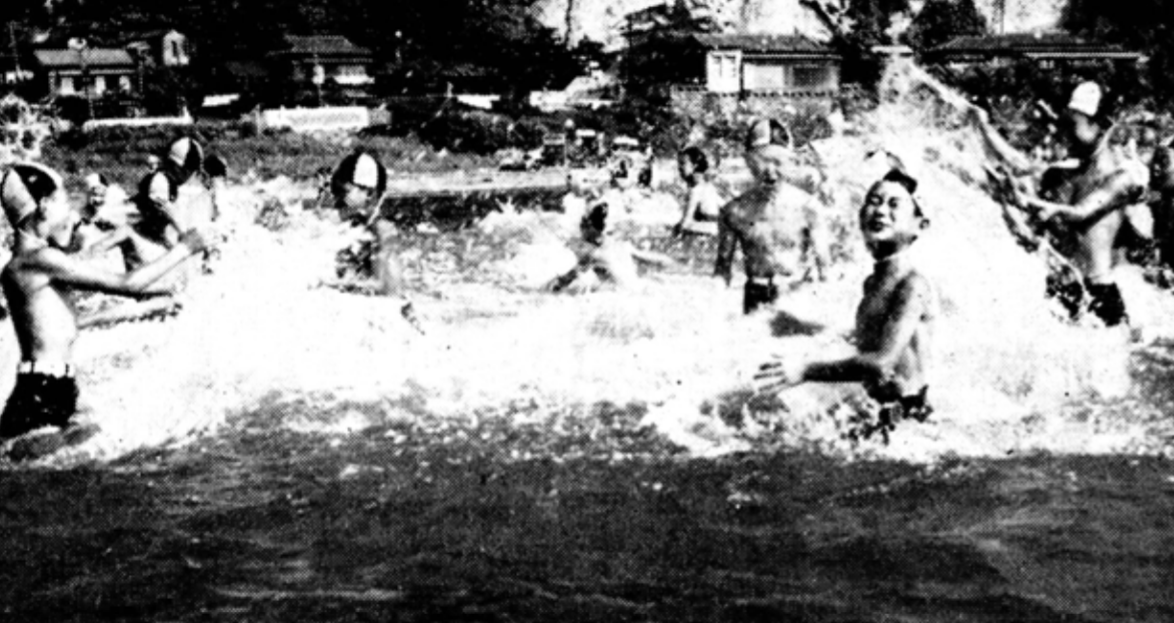
1956年に東京都の小学校で行われた臨海学校の様子

臨海学校（りんかいがっこう）または臨海学舎（りんかいがくしゃ）、臨海学習（りんかいがくしゅう）とは、小学校、中学校、高等学校、義務教育学校、中等教育学校、特別支援学校の小学部・中学部・高等部において夏に行われる学校行事で、海を身近に体験することを目的として、一般的には2泊3日から1週間程度の日程で、臨海部に宿舎を設定し、学校が海へ出かける形で実施される。また、普段の学校生活においては学べないことを子供たちが集団生活を通じて学ぶ意図もあり、夏の季語である。
現在の学習指導要領においては特別活動の学校行事として「旅行・集団宿泊的行事」に位置づけられ、同様な行事に林間学校、修学旅行などがある。
1925年（大正14年）7月、日本で初めての臨海学校が成城中学校（現:成城中・高等学校）により、神奈川県三浦郡初声村（現:三浦市初声町）で開設された。

## 定番の行事
- 海水浴 - 海岸での水遊びから遠泳まで幅広い。
- スイカ割り
- 水難救助訓練
- 海で働く人の仕事の体験 - 地引網漁など
- 水族館、博物館などの見学
- 花火
- 筏やヨット、遊覧船などの体験乗船
- カッターやペーロンの体験漕艇 - 通常は帆走仕様でないカッターやペーロンを使う。
- 肝試し - 夕方、宿舎の近くの林道や公園などで行われることが多い。教諭がおばけに扮してコースの途中に潜んでいることがある。